# زاک جانسون
زاک جانسون (انگلیسی: Zach Johnson؛ زادهٔ ۲۴ فوریهٔ ۱۹۷۶) یک گلف‌باز اهل ایالات متحده آمریکا است.